# Kloster Wiebrechtshausen

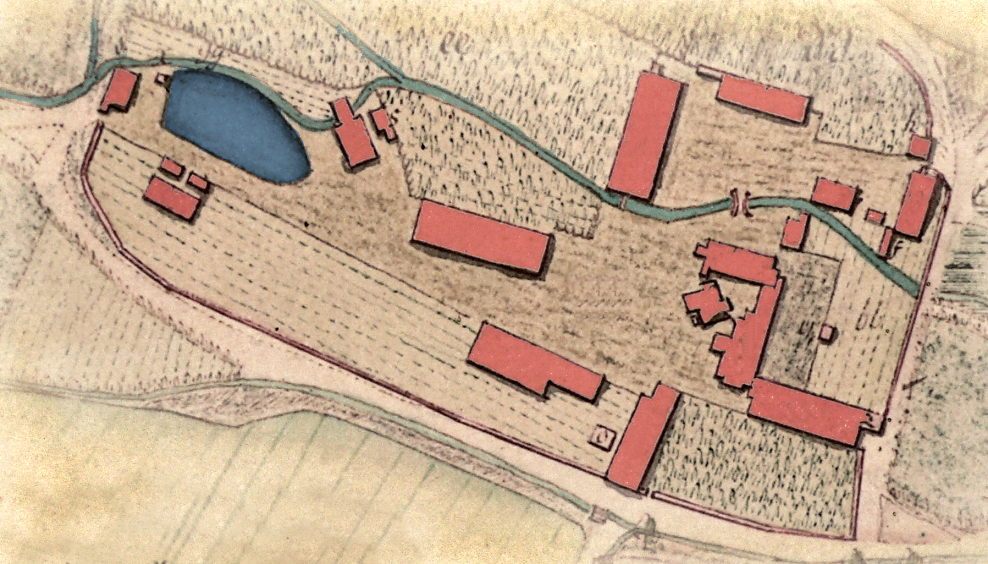
Klosteranlage um 1745

Das Kloster Wiebrechtshausen ist ein ehemaliges Zisterzienserinnen-Kloster aus der ersten Hälfte des 13. Jahrhunderts.  Es liegt knapp 4 km nördlich von Northeim in Südniedersachsen am Fuße des „Nonnenberges“ in einem vom Bach Dünne durchflossenen Tal. Etwas weiter Osten liegt der Dünenberg (357 m ü. NHN). Das Klostergut wird heute als landwirtschaftlicher Gutshof von der KWS-Saatzucht AG genutzt.

## Geschichte
Das Kloster Wiebrechtshausen wurde von Nonnen, die nach der Regel der Zisterzienser lebten, bewohnt. Die Umstände der Gründung sind nicht abschließend geklärt, es kommen die Jahre zwischen 1207/17 (früh) und 1245 (spät) in Betracht. Im Totengedenkbuch des Klosters von etwa 1375 findet sich zum 25. Januar der Eintrag zum Gedenken an Herewigus, „fundator loci“ (lat. = „Gründer dieses Ortes“). Herewigus ist derzeit nicht identifizierbar. Als erste Äbtissin wird Hedwig de Gandersheim genannt. Die überwiegende Erstbesetzung durch Nonnen des kurz vorher aufgelösten Frauen-Klosters von Northeim ist wahrscheinlich. Im Jahr 1245 wird Wiebrechtshausen als Zisterzienserinnen-Kloster erstmals urkundlich erwähnt. Eine vorhergehende Nutzung von Wiebrechtshausen als Pflegestelle (Hospital) ist schriftlich nicht eindeutig belegt, jedoch gibt es Hinweise. Äbtissin Hedwig verstarb im Jahr 1232, „im 25 Jahr ihres Dienstes im Kloster“. Damit wäre der Beginn eines klösterlich geprägten Lebens bereits zum Jahr 1207 anzusetzen.
Elisabeth von Brandenburg, die von 1540 bis 1545 als Vormund für ihren Sohn die Regierung über das Fürstentum Calenberg-Göttingen innehatte und diese Zeit zur Durchsetzung der Reformation im Fürstentum nutzte, erließ 1542 eine Klosterordnung, die die evangelische Umgestaltung der Klöster regelte. Endgültig wurde die Reformation im Kloster Wiebrechtshausen erst 1588 eingeführt. Auch 1663 ist noch evangelisches Klosterleben bezeugt.
Aus dem Jahr 1670 wird als baulicher Bestand bezeugt: das Kirchengebäude, ein Nonnenhaus mit überdachter Zehntscheune, die Ruinen des Kreuzganges, ein neues Wohnhaus mit Schule und Fremdenzimmer, Stallungen, eine Mühle mit Brauerei, eine Ölmühle, eine Schmiede und Wohnhäuser für die Klosterdiener.

## Klosterkirche

### Architektur
Die Klosterkirche ist als querschifflose Gewölbebasilika im gebundenen System um 1230/40 im romanischen Stil erbaut. Die Schiffe sind im Osten mit Apsiden geschlossen. Im Westen schließt ein riegelartiger Querbau mit eingefügter Vorhalle und hölzernem Dachreiter, der im 19. Jahrhundert erneuert wurde, das Gebäude ab. Als Baumaterial wurde hauptsächlich Kalkbruchstein verwandt, die Architekturgliederungen bestehen zumeist aus rotem Sandstein. Das Gebäude ist heute unverputzt. Eine Restaurierung wurde auf Betreiben von Georg V. im dritten Viertel des 19. Jahrhunderts vorgenommen.
Auf der Nordseite wurde um 1400 die Annenkapelle im gotischen Stil angebaut und durch 2 Stützpfeiler stabilisiert.

### Inneres
Innen fällt das Bauwerk durch seine Schlichtheit auf. Es finden sich keine Bilder und keine besondere Gestaltung der Fenster in der Kirche. Die gedrungenen Langhausarkaden sind paarweise von einer Rundbogenblende zusammengefasst. Westfälische Einflüsse sind aus den kurzen, stämmigen Teilungssäulen und dem Blatt- und Rankenwerk der Kelchblockkapitelle erkennbar. Eine Achtecksäule wurde vermutlich zu gotischer Zeit, die nordwestliche mit einem Bossenkapitell aus dem 19. Jahrhundert ergänzt. Das Mittelschiff wird durch drei kuppelartige Gratgewölbe geschlossen, deren Gurte durch konsolartig auskragende Wandvorlagen getragen werden. Im Westen ist zwischen den beiden Treppenaufgängen, die aus dem 16. und der 19. Jahrhundert stammen, eine tonnengewölbte Vorhalle eingefügt. An der Innenwand ist ein reichgegliedertes, aber stark restauriertes Säulenportal angeordnet. Die auf das westliche Joch beschränkte Nonnenempore erstreckte sich vermutlich früher auch über die Vorhalle.

### Ausstattung

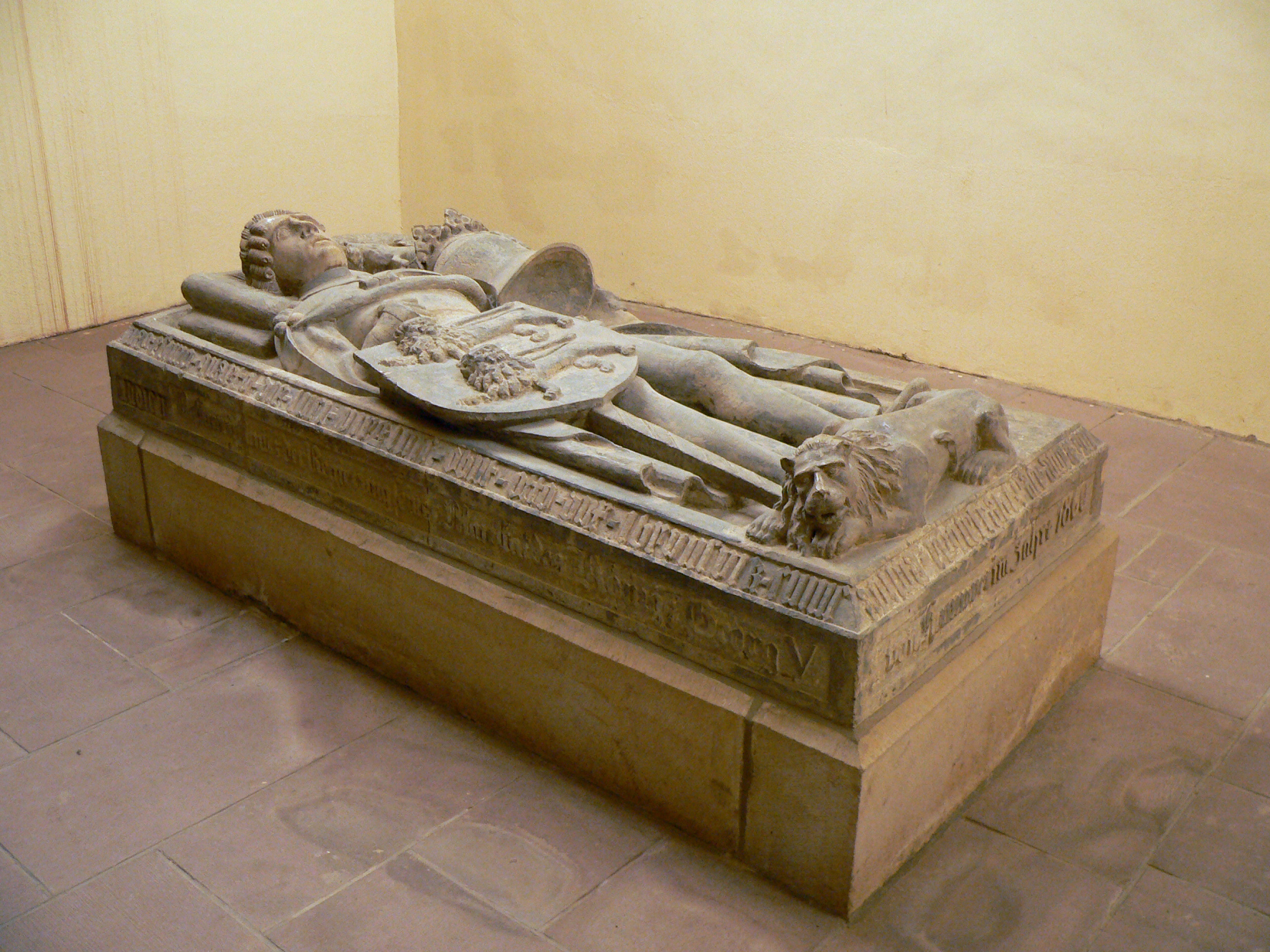
Grabmal von Herzog Otto dem Quaden in der Kapelle

Auf dem Hochaltar ist ein fast lebensgroßer hölzerner Kruzifixus vom Ende des 13. Jahrhunderts erhalten.
In einem gotischen Anbau befindet sich die Grabkapelle für den Herzog von Braunschweig Otto den Quaden (1367–94). Dieser starb im Kirchenbann und musste zunächst in ungeweihter Erde bestattet werden. Erst später wurde er postum aus dem Kirchenbann gelöst, woraufhin über dem Grab eine um 1400 mit der Kirche verbundene Kapelle errichtet wurde. Das Grabmal wurde im Jahr 1860 durch Carl Dopmeyer restauriert und zeigt den Verstorbenen als Liegefigur mit Schild mit den braunschweigischen Löwen, dem Sachsenroß als Helmzier und mit der Sichel als Abzeichen des Ritterbundes. Schließlich sind vier barocke Grabplatten zu erwähnen, deren eine für Hermann Wilhelm von Wrisbergholzen († 1717) eine Inschriftkartusche mit Akanthusranken und vier Engel, teils trauernd, teils mit Palmenzweig als Symbol der Auferstehung in den Zwickeln zeigt.

## Heutige Nutzung

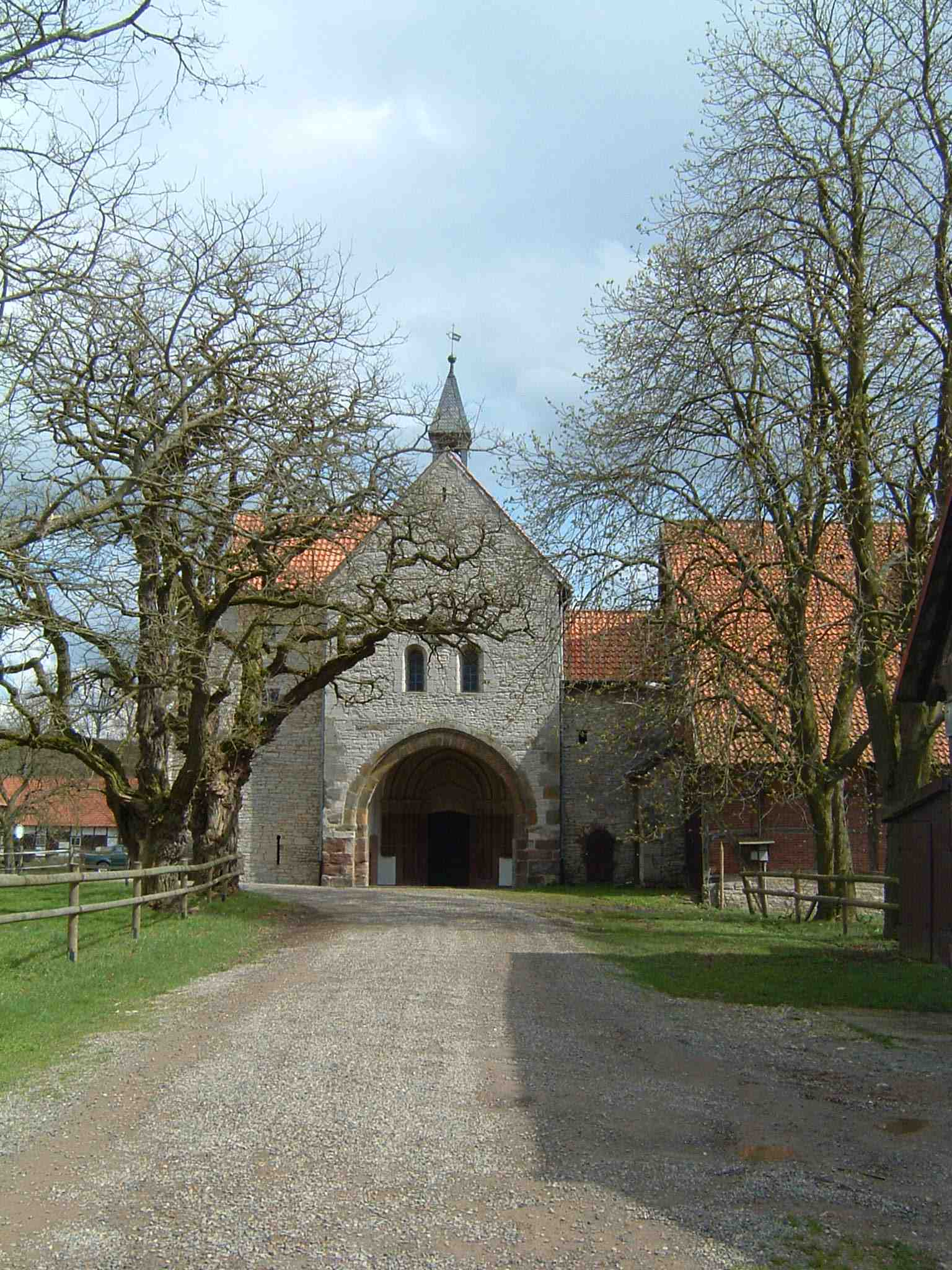
Hauptportal der Klosterkirche

Neben der Kirche ist vom übrigen Kloster nur ein Rest der ehemaligen Klausuranlage erhalten. Das Klostergut Wiebrechtshausen mit seinen Gebäuden und Ländereien befindet sich heute im Eigentum des 1542 durch die Reformation entstandenen Allgemeinen Hannoverschen Klosterfonds und ist derzeit von der KWS Saat SE gepachtet. Die Firma betreibt hier eine Außenstelle, die sie als Biohof nutzt.
Die Kirche wird im Kirchenkreis Leine-Solling von der evangelisch-lutherischen Kirchengemeinde Langenholtensen genutzt.